# Muzyka rozrywkowa (album)
Muzyka rozrywkowa – pierwszy solowy album polskiego rapera Pezeta. Stanowił odejście od trueschoolowej stylistyki poprzednich nagrań artysty. Większość muzyki zrealizował producent Szogun.
Płyta dotarła do 5. miejsca listy OLiS w Polsce. Nagrania uzyskały także nominację do nagrody polskiego przemysłu fonograficznego „Fryderyka” w kategorii „album roku hip-hop/R&B”.
Album w 2019 uzyskał status platynowej płyty.

## Lista utworów
Opracowano na podstawie materiału źródłowego.
1. „#1” – 03:28
2. „Halo” – 02:21
3. „Na tym osiedlu” (gościnnie: Onar) – 04:33
4. „Lubię” – 03:33
5. „Nie tylko hit na lato” – 03:45
6. „Pezet jak…” – 03:17
7. „Niegrzeczna” (gościnnie: WdoWa) – 04:20
8. „Noc i dzień” (gościnnie: Małolat, Fame District) – 04:51
9. „Mam ten styl” – 03:59
10. „Pornogwiazdy” (gościnnie: 2cztery7) – 05:16
11. „Lojalność?” – 03:19
12. „Sexmisja” (gościnnie: Kali) – 04:26
13. Czterdzieściprocent” (gościnnie: Mes) – 03:04
14. „Takie jak ty” (gościnnie: WdoWa) – 03:52
15. „Gdyby miało nie być jutra” – 04:04[A]

Notatki
- A^ W utworze wykorzystano sample z piosenki "Child of Tomorrow" w wykonaniu Barbary Mason[6].

## Twórcy
Opracowano na podstawie materiału źródłowego.

- Paweł „Pezet” Kapliński – wokal, słowa
- Bartosz „Szogun” Pietrzak – produkcja (1–11, 13–14), miksowanie, producent wykonawczy
- Piotr „Korzeń” Korzeniowski – produkcja (12)
- Sławomir Kociołek – produkcja (15)
- Marek Dulewicz – miksowanie, mastering
- Marcin „Onar” Donesz – wokal (3), słowa (3)
- Paweł „Basolog” Kuźmicz – gitara basowa (5, 9)
- Małgorzata „WdoWa” Jaworska – wokal (7, 14), słowa (7, 14), koncept (7)
- Michał „Małolat” Kapliński – wokal (8), słowa (8)
- Fame District – wokal (8), słowa (8)
- Piotr „Ten Typ Mes” Szmidt (2cztery7) – wokal (10, 13), słowa (10, 13)
- Karol „Pjus” Nowakowski (2cztery7) – wokal (10), słowa (10)
- Łukasz „Stasiak” Stasiak (2cztery7) – wokal (10), słowa (10)
- Łukasz „Kali” Kalbarczyk (Szybki Szmal) – wokal (12), słowa (12)
- Mateusz Mazur – producent wykonawczy
- „Oko” – projekt okładki
- „The Hejz” – projekt okładki
- Jędrzej Kostecki – zdjęcia